# What the Fuck Is Wrong with You People?
What the Fuck Is Wrong With You People? è il terzo LP dei Combichrist, uscito il 2 marzo 2007 in Europa (con l'etichetta Out of Line) e il 6 marzo in Nord America (etichetta Metropolis).

## Tracce
1. Five AM Afterparty
2. What The Fuck Is Wrong With You
3. Electrohead
4. Adult Content
5. Fuck That Shit
6. Brain Bypass
7. Get Your Body Beat
8. Deathbed
9. In The Pit
10. Shut Up And Swallow
11. Red
12. Are You Connected
13. Give Head If You Got It
14. All Your Bass Belongs To Us